# Tolkien (cratère)
Pour les articles homonymes, voir Tolkien (homonymie).
Tolkien est un cratère d'impact présent sur la surface de Mercure. 
Le cratère fut ainsi nommé par l'Union astronomique internationale en 2012 en hommage à l'écrivain britannique J. R. R. Tolkien. 
Son diamètre est de 50 km. Il se situe dans le quadrangle de Borealis (quadrangle H-1) de Mercure, la région du pôle nord de la planète. Son intérieur est ainsi une zone d'ombre permanente.